# Bataille de Madagascar
Seconde Guerre mondiale
Batailles
- Action du 27 février 1941
- Action du 8 mai 1941
- Bataille entre le Sydney et le Kormoran
- Raids japonais de 1942
- Occupation japonaise des îles Andaman
- (Massacre de Homfreyganj)
- Bataille de l'île Christmas
- Raid sur Ceylan (Raid du dimanche de Pâques)
- Mutinerie des îles Cocos
- Bataille de Madagascar
- Ralliement de La Réunion
- Opération Creek
- Groupe Monsun
- Action du 13 novembre 1943
- Action du 11 janvier 1944
- Action du 14 février 1944
- Raid japonais de 1944
- Action du 17 juillet 1944

- 1940
- 1941
- 1942
- 1943
- 1944
- 1945

- Guerre du Désert
- Campagne d'Afrique de l'Est
- Campagne d'Afrique du Nord
- Bataille de la Méditerranée
- Bombardements italiens de la Palestine mandataire
- Bombardement du Bahreïn
- Campagne du Gabon
- Campagne des Balkans
- Guerre anglo-irakienne
- Campagne de Syrie
- Résistance en Grèce
- Opérations en Yougoslavie
- Opérations anti-partisans en Croatie
- Invasion anglo-soviétique de l'Iran
- Bataille de Madagascar
- Offensive de Belgrade
- Campagne d'Italie
- Résistance en Macédoine

Front d'Europe de l'Ouest

Front d'Europe de l'Est

Bataille de l'Atlantique

Guerre du Pacifique

Guerre sino-japonaise

Théâtre américain
L'opération Ironclad (mot anglais signifiant « cuirassé », « blindé »), appelée également bataille de Madagascar ou bataille de Diego-Suarez, correspond à l'invasion britannique du 5 mai au 8 novembre 1942 de la colonie française de Madagascar, alors sous l'autorité du gouvernement de Vichy.

## Situation politique et diplomatique
L’invasion britannique de la colonie française de Madagascar, alors sous l'autorité du gouvernement de Vichy, est une opération décidée sans avertir la France libre du général de Gaulle. Craignant que l’Inde ne se retrouve isolée, les forces britanniques mènent le 5 mai 1942 l’opération Ironclad, appelée également bataille de Madagascar ou bataille de Diego-Suarez.
Londres, en effet, ne veut pas reproduire les échecs des précédentes opérations menées conjointement avec la France libre contre les territoires français : l'opération de Dakar dans laquelle des Français de l'armée de Vichy, censés rallier Charles de Gaulle, ont au contraire tiré sur les Alliés et le semi-échec de la campagne de Syrie dans laquelle les Britanniques, ayant réussi avec les forces françaises à chasser les autorités de Vichy et ayant pour but de s'installer à Beyrouth et Damas, s'étaient vus quelque peu remerciés et évincés de la région par les envoyés de De Gaulle.
La bataille de Madagascar sera ressentie très durement, tant par la France de Vichy que par la France Libre, chacune la considérant comme une agression britannique contre un territoire français, ce qui aura des conséquences sur l'attitude de chacune. C'est en ayant cette invasion à l'esprit qu'à la Libération, de Gaulle luttera pour préserver des Alliés l'indépendance nationale.

## Préambule
Au début de 1942, les dirigeants des forces alliées pensent que les ports de Madagascar pourraient être utilisés par les Japonais.
Par ailleurs, les Allemands surveillent de près si le gouvernement de Vichy fait son possible pour maintenir le pays dans la neutralité.
Après la conquête de l'Asie du Sud-Est à la fin de février 1942, le haut commandement japonais déplace son axe d’effort vers l’ouest, en particulier sur la Birmanie, où Rangoon a été occupée le 8 mars. Les sous-marins de la flotte impériale japonaise se déplacent librement dans l'ensemble de l'océan Indien. Du 31 mars au 10 avril 1942, les porte-avions japonais mènent un raid sur Ceylan, principalement les bases britanniques dans l'océan Indien en particulier sur Colombo, Trincomalee et Batticaloa, et des croiseurs écument le trafic commercial entre la Birmanie et l'Inde.
Ce raid conduit les Britanniques à replier leurs bâtiments les plus anciens sur le port Kilindini, près de Mombasa, au Kenya. Cependant, il ne saurait être question de laisser les Japonais, profitant de la faiblesse des forces de Vichy à Madagascar, comme c'était le cas l'année précédente en Indochine, menacer les lignes de communication alliées, en particulier affecter le ravitaillement de la 8e armée (c'est le moment de l'offensive du général Rommel qui va l'amener au plus près du Nil). La flotte britannique d'Orient (Eastern Fleet) dispose alors de quatre cuirassés (anciens) et de deux porte-avions modernes, et la flotte de Méditerranée (Mediterranean Fleet) n'a plus aucun navire semblable opérationnel.
Les états-majors britanniques décident de lancer un assaut amphibie sur Madagascar, le plan étant connu sous le nom d'« opération Ironclad ». Les forces alliées s’appuient principalement sur la British Army et la Royal Navy et sont commandées par le major-général Robert Sturges des Royal Marines.
Les forces alliées navales sont composées de plus de 50 navires, établis à partir de la Force H, de la Home Fleet et de la flotte britannique d'Orient, aux ordres du contre-amiral Edward Neville Syfret.
La flotte comprend l'Illustrious, son navire-jumeau l'Indomitable et le vieux Ramillies afin de couvrir le débarquement.

## L’opérationIronclad
Dans la nuit du 4 mai 1942, une puissante escadre, commandée par le contre-amiral Syfret, à bord du cuirassé Ramillies, appuyée par les porte-avions Illustrious et Indomitable, aux ordres du contre-amiral Boyd, arrive au large de la baie du Courrier face à Diego-Suarez.

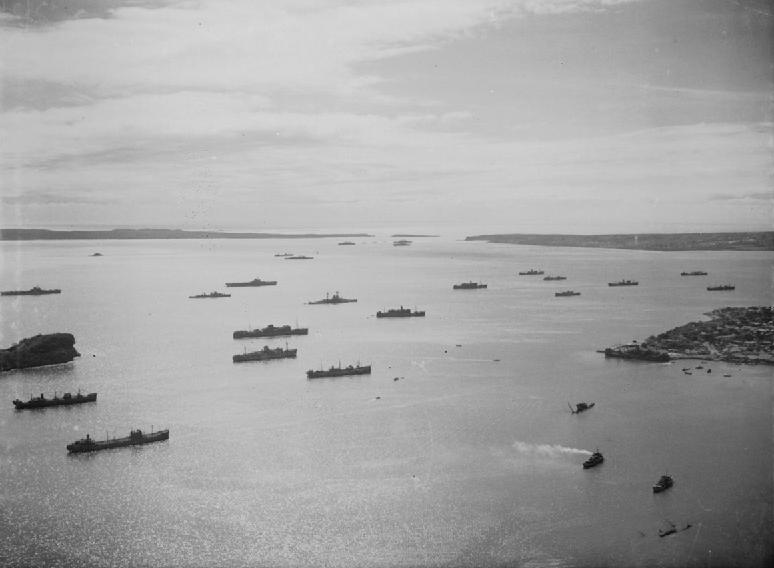
La flotte britannique à l’ancre au large du port de Diego-Suarez.

Le 5 mai 1942, à 5 h 10, des explosions de bombes et de torpilles détruisent les quelques bâtiments de guerre français qui se trouvaient dans le port de Diego-Suarez. Tous les avions et les navires de la base sont détruits à l'exception de l'aviso colonial D'Entrecasteaux.
Certains avions lâchent des tracts réclamant la reddition immédiate et inconditionnelle de l'île.
Les troupes britanniques débarquent dans la baie d’Ambararata et dans la baie Courrier, juste à l'ouest du grand port de Diego-Suarez, à la pointe nord de Madagascar. La garnison, sous le commandement du général Alfred Guillemet et du capitaine de vaisseau Paul Maerten, d'environ 4 000 hommes, dont 800 Européens, réussit à contenir les assaillants durant toute la journée.
Le général Sturges, commandant des troupes de débarquement, demande au HMS Ramillies d'éliminer le d'Entrecasteaux dont le tir précis empêchait la progression à terre. Surclassé en puissance de feu, l'aviso doit s'échouer, mais ses canonniers continuent à riposter.
Pendant ce temps, une attaque de diversion est organisée à l'est. Sous le couvert de la nuit, le destroyer Anthony se glisse à l'intérieur du port et y débarque un détachement de Royal Marines du Ramillies. Ceux-ci s'infiltrent derrière les lignes françaises et s'emparent de plusieurs points stratégiques.
L'attaque principale est lancée au jour, le 6 mai. Elle perce les défenses, et au bout de quelques heures, la dernière batterie côtière se rend.

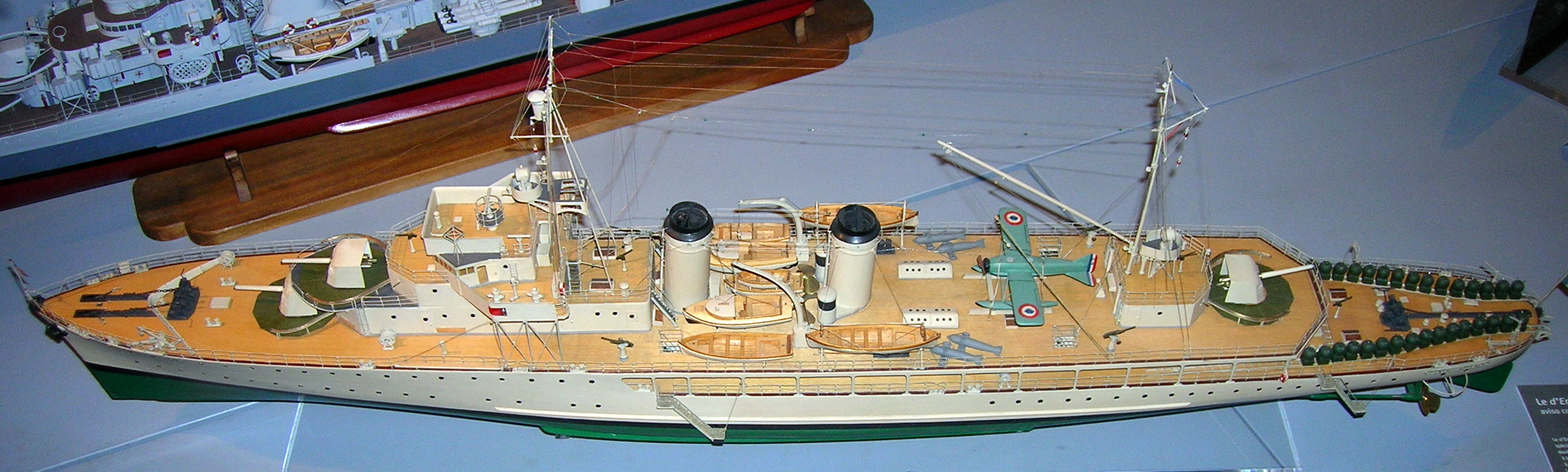
Maquette de l'aviso d'Entrecasteaux. Musée national de la Marine, Paris

Le sous-marin de 1,500 tonnes Le Héros, rappelé de l'escorte d'un convoi par le commandant Maerten, atteint la baie du Courrier mais y est attaqué par la corvette Genista, puis par des appareils de l'Illustrious. Il coule à 5 heures, le 7 mai, et 27 membres de son équipage trouvent la mort. Un autre sous-marin de 1.500 tonnes, le Monge, est détruit le lendemain après avoir essayé de torpiller l’Indomitable.
Le 7 mai, après de violents combats, les forces françaises se retirent vers le sud. Diego-Suarez est prise par les Britanniques.

## Attaque des sous-marins japonais
Les sous-marins japonais I-10, I-16 et I-20 arrivent le 29 mai, trois semaines après le débarquement. Le I-18 n'arrive pas à l’heure, retardé et endommagé par une grosse mer.
L'hydravion de reconnaissance I-10 repère le HMS Ramillies ancré dans le port de Diego-Suarez : l'avion ayant cependant été repéré, le Ramillies se déplace. Toutefois, l'I-16 et l'I-20 parvinrent à lancer deux sous-marins de poche de la classe Kō-hyōteki, dont l'un réussit à entrer dans le port et tire deux torpilles, malgré les grenades anti-sous-marines lancées par deux corvettes.
Une torpille endommagea gravement le HMS Ramillies, tandis que la seconde coulait le pétrolier britannique Fidélité, qui fut renfloué plus tard.
Le Ramillies sera ensuite réparé à Durban puis Plymouth.
Leur sous-marin de poche (M-20b) échoué à Nosy Antaly Kely, le lieutenant Saburo Akieda et le maître Masami Takemoto se dirigent vers l'intérieur des terres, près du Cap d'Ambre, pour se cacher. Ils sont toutefois repérés en tentant d'acheter de la nourriture dans un village et tués trois jours plus tard dans une fusillade contre des Royal Marines.
Le deuxième sous-marin de poche (M-16b) se perd en mer, et le corps de l'un de ses membres d'équipage est retrouvé le lendemain.

## La bataille de Madagascar
François Darlan, alors commandant en chef des forces de Vichy (tandis que Pierre Laval est chef du gouvernement), ordonne de résister jusqu'au bout, y compris par des actions de guérilla. Les hostilités se poursuivent pendant plusieurs mois.
En remplacement des deux brigades de la 5e division d'infanterie britannique transférées en Inde, la brigade de l’Afrique de l'Est (King's African Rifles), la 7e brigade motorisée sud-africaine de la 3e division d’infanterie et la 27e brigade d'infanterie rhodésienne débarquent à Madagascar le 22 juin.
Le 10 septembre, la 29e brigade et un groupe de la 22e brigade débarquent à Majunga, dans le nord-ouest, afin de relancer les opérations offensives alliées.
La progression britannique est ralentie à cause des petites escarmouches contre les forces armées de Vichy et des dizaines d'obstacles érigés sur les routes principales. Toutefois, les forces de Vichy ne combattent pas réellement. Donc, les Alliés capturent la capitale sans trop d'opposition, puis la ville d'Ambalavao.
Le 18 octobre, Andramanalina tombe.
Le 6 novembre, un armistice prévoyant notamment le maintien d'une souveraineté française est signé à Ambalavao. Le 8 novembre, le gouverneur général Armand Annet capitule près d'Ihosy, dans le sud de l'île. Sur les 1 200 Français qui sont faits prisonniers, 900 se rallient à la France libre.

## Pertes

### Françaises
- 150 tués
- 500 blessés

Les navires français se trouvant dans la rade sont coulés :
- le croiseur auxiliaire Bougainville, ex-Victor Schœlcher - un cargo bananier armé qui n'a rien à voir avec l'aviso colonial du même nom.
- le sous-marin Bévéziers.
- l’aviso colonial D'Entrecasteaux s’échoue.
- les sous-marins de classe Le Redoutable Le Héros et Monge sont coulés au large.

Tous les avions sont détruits, en majorité sur le terrain d'aviation :
- 18 Morane-Saulnier MS.406 et
- 6 Potez 63.11

Ces combats entraînent la mort de l’aviateur Jean Assollant, qui a établi en 1929 la première liaison aérienne française entre les États-Unis et la France à bord de l'Oiseau Canari. Il est abattu et tué le 7 mai 1942 aux commandes d'un MS.406 (immatriculé 995) de l'Escadrille de Chasse No 565 par des chasseurs Martlet britanniques du Squadron 881 de la Fleet Air Arm ayant décollé du porte-avions HMS Illustrious. Ses deux coéquipiers, le capitaine Léonetti (chef de la patrouille sur le MS.406 no 993) et le lieutenant Laurant (MS.406 no 842), sont également abattus lors de ce combat mais survivent.

### Britanniques
Pertes totales :
- 620 hommes (avec les malades et les morts de maladies) dont :
  - 107 tués (30 tués dans les opérations à l’intérieur de l’île).
  - 280 blessés (90 blessés dans les opérations à l’intérieur de l’île).

## Condamnation sans appel par de Gaulle
Cette opération est ressentie par les Français libres comme une trahison.
Depuis des mois, le général de Gaulle invitait les Britanniques à l’aider à intervenir à Madagascar. Ils ont à chaque fois refusé pour agir seuls et sans le prévenir. Personne n’a jugé utile d’informer de Gaulle de cette opération. Il l’apprend par un coup de téléphone d’un journaliste de l’Associated Press le 5 mai 1942 à 3 heures du matin,.
Sa réaction face à cette atteinte à la souveraineté nationale française est rapide, violente et sans appel. Pour lui, les Britanniques ne respectent pas les accords signés et abusent de la faiblesse momentanée de la France pour l'évincer de ses colonies. Au petit matin, de Gaulle se rend à son quartier général du 4, Carlton Gardens, où il convoque tout son état-major. Il leur signifie : « Engagez-vous dans l’armée canadienne, au moins vous vous battrez contre les Allemands. [...] La France libre, c’est fini ! ».
De Gaulle joue également la carte soviétique. Il reçoit Alexandre Bogomolov, l’ambassadeur soviétique à Londres et rencontre Viatcheslav Molotov, qui l’assure du soutien de l’URSS à la France Libre. La constitution de l’escadrille Normandie Niemen, prévue auparavant, s’accélère.
Ces nouvelles semant l’inquiétude à Downing Street et au Foreign Office. De Gaulle réussit son coup.
Après l'armistice avec Vichy en novembre 1942, les Britanniques gardent le contrôle de l'île jusqu'en janvier 1943, quand les Forces françaises libres, sous la direction du général Paul Legentilhomme, se voient enfin confier le pouvoir à Madagascar. Legentilhomme est remplacé en mai par le gouverneur général Pierre de Saint-Mart.

## Bilan
L'impression donnée à la suite de cette bataille est que les Britanniques reconnaissent davantage la France de Vichy comme ennemi dont on peut conquérir les territoires, que la France libre comme partenaire. En effet, les Forces françaises libres (FFL) ne sont pas impliquées dans cette invasion, et une éphémère administration militaire britannique se mit en place à Madagascar. Il faut toute l'abnégation et la vive réaction de De Gaulle, qui ne décolère pas jusqu'à l'arrivée des FFL pour que la France libre devienne maîtresse de l'île. La défaite des forces de Vichy face aux Britanniques atteint d'ailleurs le prestige de la France auprès des Malgaches.
Si on considère, comme le fait Robert Paxton, que la bataille de Madagascar est un coup d'essai des Britanniques pour tester la réaction de Vichy face à un prochain débarquement, il faut constater que c'est le schéma d'une « troisième France » administrée sans le concours de la France libre qui est privilégié. Cela explique la situation politique complexe en Afrique française libérée entre novembre 1942 et avril 1943.

## Sources